# Hamerstede
Hamerstede is een voormalig dorp en ambachtsheerlijkheid op Noord-Beveland in de Nederlandse provincie Zeeland. Het ging in feite om twee dorpen op verschillende locaties: het eerste dorp (Oud-Hamerstede) is in 1288 tijdens een stormvloed verdwenen, het tweede dorp (Nieuw-Hamerstede) verging in 1532.
In de literatuur worden Edekinge en (Nieuw-)Hamerstede dijkwijls aan elkaar gelijkgesteld. In historische documenten worden beide namen echter gebruikt voor afzonderlijke plaatsen.

## Geschiedenis
Uit vondsten blijkt dat er al in de Romeinse tijd en vroege middeleeuwen sprake was van bewoning op de plek van Oud-Hamerstede.
Het dorp Oud-Hamerstede werd door de stormvloed van 5 februari 1288 zwaar getroffen. De kerk werd in 1304 buitengedijkt en uiteindelijk werd achter de dijk een nieuwe nederzetting Hamerstede gebouwd.
Rond 1330 was er voor het eerst een melding over een geslacht Van Hamerstede, naar aanleiding van een burenruzie die uiteindelijk leidde tot een boete door de grafelijke rentmeester.
Een oorkonde uit 1416 geeft aan dat Hamerstede een gezamenlijke schepenbank had met het dorp Edekinge. Beide dorpen vormden ook één parochie. De ontvolking van de dorpen op Noord-Beveland vanwege overstromingsgevaar vormde overigens een groot probleem: zo kreeg de ambachtsheer het niet altijd voor elkaar om voldoende schepenen te vinden voor Hamerstede en Edekinge.
Na de Sint-Felixvloed van 1530 bestond Hamerstede nog, maar de Allerheiligenvloed van 1532 maakte definitief een einde aan het dorp.
In 1563 was het ondergelopen gebied kennelijk weer drooggevallen, want de abdij Waterlooswerve - die oorspronkelijk op Noord-Beveland was gesticht en daar nog steeds gronden bezat - eiste de opbrengsten van het weer drooggevallen land van Hamerstede op.

## Ligging
Oud-Hamerstede lag even ten noorden van de haven van Kats. De funderingen van de gebouwen waren lange tijd zichtbaar in de slikken en in de 20e eeuw zijn middeleeuwse voorwerpen aangetroffen. Bij onderzoek in 2004 bleek dat de Japanse oester zich op de oude bakstenen had gevestigd en daar schade aan toebracht. Verder werden nauwelijks meer losse voorwerpen aangetroffen. Wel waren er resten van moerneringsputten zichtbaar ten noordwesten van het dorp, evenals een vorm van percelering.
Nieuw-Hamerstede moet westelijker hebben gelegen, maar de locatie is onduidelijk.